# Sameice
Sameice ist eine Ortschaft und ehemalige Gemeinde in Portugal.

## Geschichte
Die Ortschaft entstand vermutlich nach der Reconquista im Zuge der Besiedlungen durch den Ritterorden von Avis, dem diese Ländereien zugefallen waren. Um 1320 war es bereits eine eigene Gemeinde, zu Seia gehörend.

## Verwaltung
Sameice war eine Gemeinde (Freguesia) im Kreis (Concelho) von Seia, im Distrikt Guarda. Die Gemeinde hatte 370 Einwohner auf einer Fläche von 10,2 km² (Stand 30. Juni 2011).
Im Zuge der kommunalen Neuordnung Portugals wurde Sameice am 29. September 2013 mit Santa Eulália zur neuen Gemeinde União das Freguesias de Sameice e Santa Eulália zusammengeschlossen. Sameice wurde Sitz der neuen Gemeinde.